# Jan Albrecht z Lamberka
Jan Albrecht z Lambergu, počeštěně z Lamberka (německy Johann Albrecht von Lamberg, 1584 – 14. dubna 1650, Vídeň) byl rakouský šlechtic, svobodný pán z rodu Lambergů původem z Korutan a Kraňska, pán z Ottensteinu ve Waldviertelu v Dolním Rakousku.

## Život
Narodil se jako nejmladší syn zemského hejtmana svobodného pána Zikmunda z Lambergu (1536–1619), vrchního zemského stájmistra v Kraňsku, a jeho druhé manželky Anny Marie z Meggau, dcery svobodného pána Ferdinanda Helfricha z Meggau (1533–1585) a Ursuly Gingerové.
Byl příbuzným Kryštofa z Lamberka († 1579), biskupa sekavského. Měl nevlastního bratra Jana Jakuba z Lamberka († 1630), biskupa v Gurku (1603–1630), Karla z Lamberka († 1612), arcibiskupa pražského (1606/1607–1612) a Jiřího Zikmund z Lamberka na Ottensteinu a Orteneggu. (1568–1630/1631), purkrabího ve Štýrsku, s inkolátem v Českém království z roku 1607.

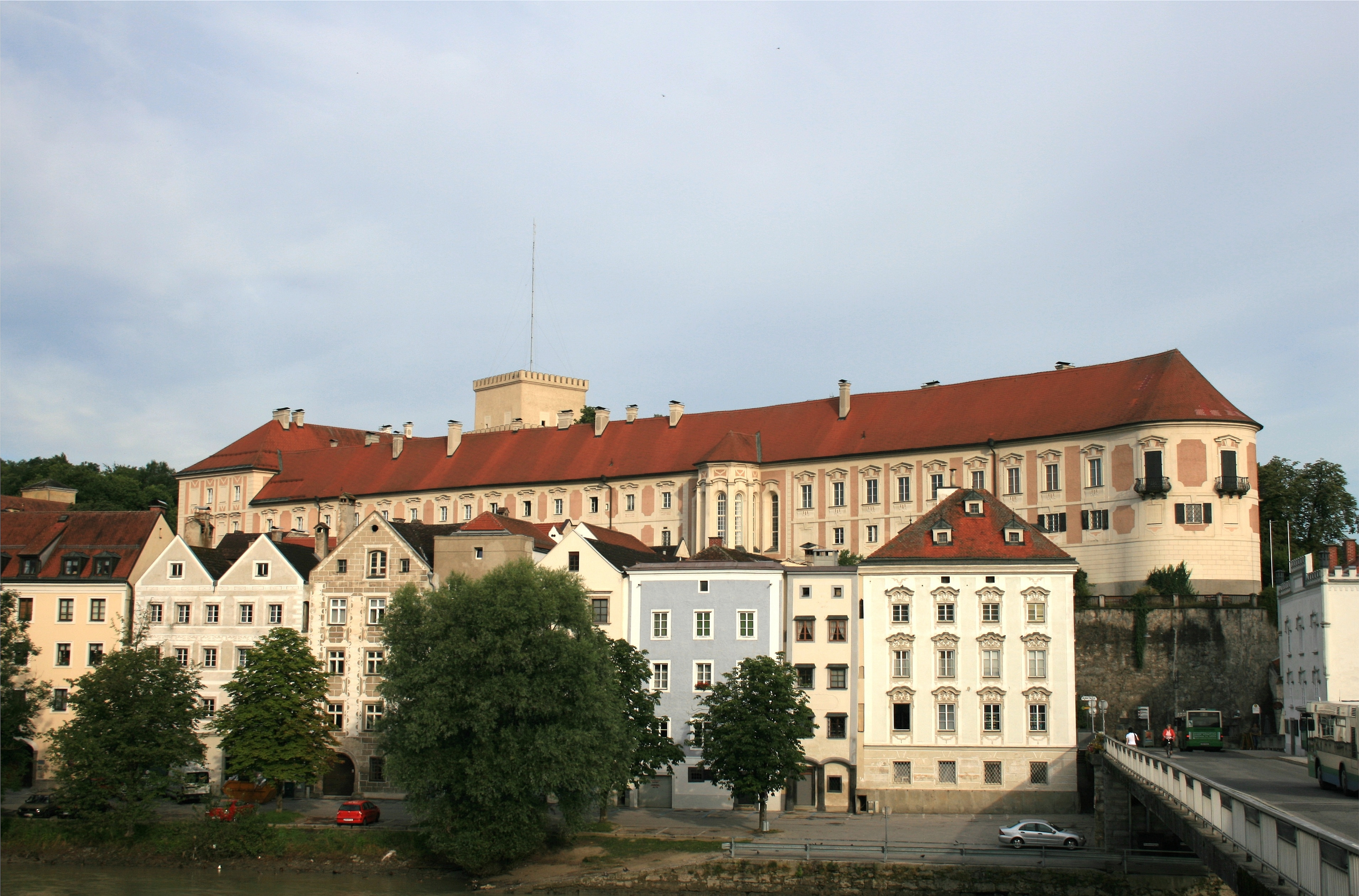
Zámek Lamberg ve Štýrsku
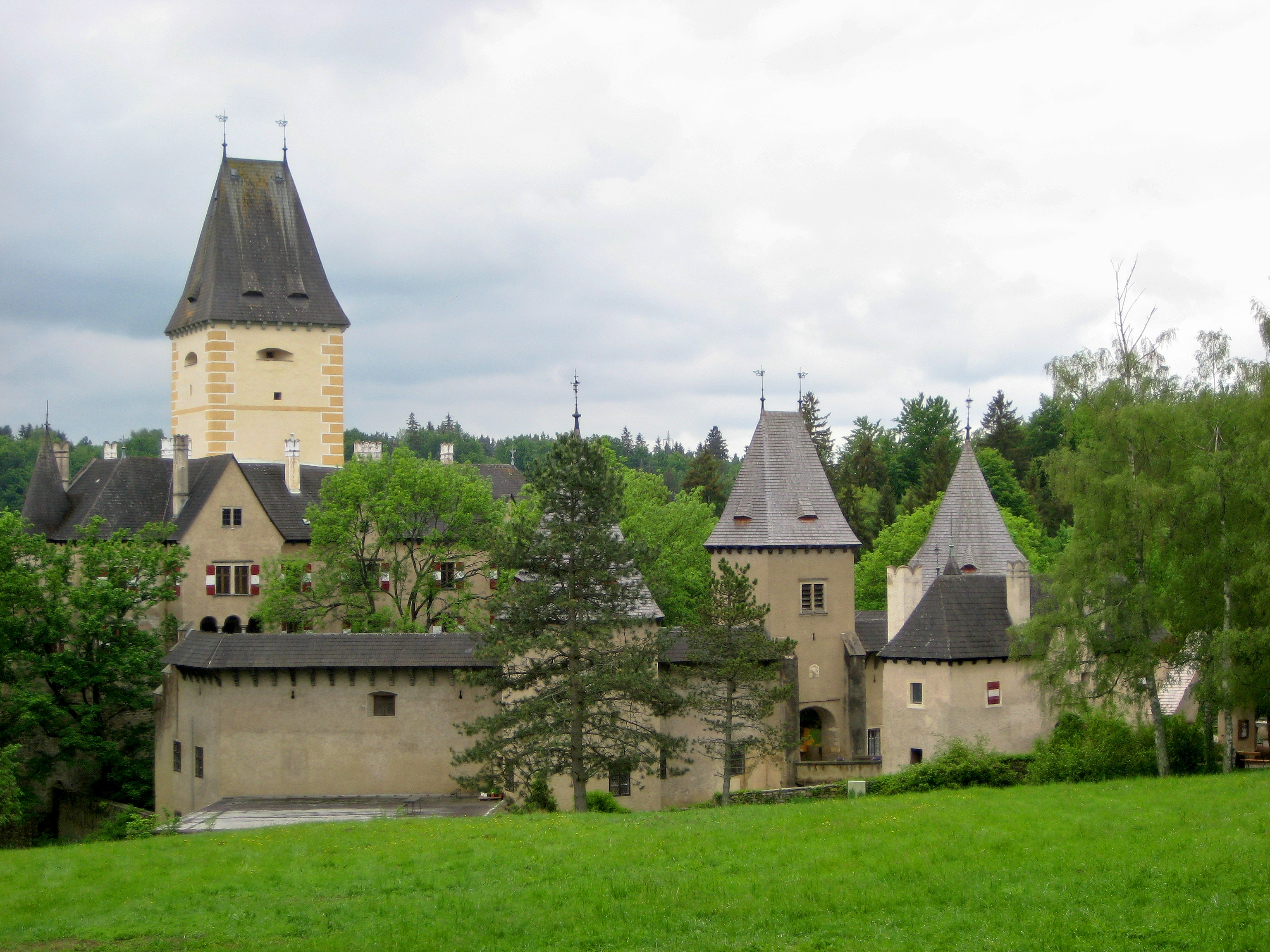
Hrad Ottenstein

### Manželství a potomstvo
Jan Albrecht z Lamberka byl třikrát ženat. První manželství s Markétou z Heisbergu zůstalo bezdětné.
Druhý sňatek uzavřel 28. ledna 1615 s Annou Kateřinou z Khüenburgu († 5. listopadu 1629), dcerou svobodného pána Jana Jakuba z Khüenburgu a Marie Sabiny Pöllové z Lahnsteinu. Z jejich manželství se narodilo sedm dětí:
- Jakub Ehrenreich (1616 – 9. května 1625)
- Jan František z Lamberka (27. února 1618 – 15. dubna 1666, Vídeň), poprvé ženatý od 26. listopadu 1647 s Marií Konstancií z Questenberka (25. 3. 1624, Praha – 17. 6. 1687, Vídeň), dcerou Gerharda z Questenberka (1586–1646). Podruhé se oženil s Marií Unterholzerovou z Kranichbergu; měli sedm dětí
- Marie Anna (* 1620 – v dětství)
- Kristýna Barbora (15. prosince 1622 – 1. srpna 1650)
- Markéta (* 6. dubna 1624)
- Anna Kateřina (1625 – 5. března 1671), provdaná 3. července 1651 za hraběte Jana Vejkarta z Lambergu († 1689)
- Jan Zikmund Albert z Lambergu (1627 – 3. prosince 1690), jmenován říšským hrabětem ve Vídni 10. listopadu 1667, oženil se 1) 4. března 1658 a Markétou Geimannovou († 5. března 1671), 2) s Annou Polyxenou z Heissensteinu († 6. října 1687); bezdětná

Jeho třetí manželkou se stala 22. dubna 1630 v Ottensteinu Alžběta ze Schiffertu. Z jejich manželství se narodilo sedm dětí:
- Marie Polyxena (* 1631), provdaná za Jiřího Zikmunda z Spangensteinu
- Jan Albrecht II. „mladší“ z Lamberg-Stockerau (1634 – 1. března 1683), povýšen na císařského hraběte ve Vídni 10. listopadu 1667, oženil se v roce 1653 s Johanou Barborou z Oppelu († 20. května 1704); měli pět dětí
- Jan Bernhard (1635–1658)
- Jan Jiří z Lambergu (1636–1692), od 10. listopadu 1667 říšský hrabě ve Vídni, oženil se s Klárou Alžbětou von Leiser (1638 – 22. února 1709), dcerou svobodného pána Ferdinanda Rudolfa von Leiser zu Kronegg; bezdětný
- Marie Alžběta († v dětství)
- Anna Alžběta († v dětství)
- Sabina Markéta († v dětství)